# Мечеть аль-Джумах
Мечеть аль-Джумах также известная как Мечеть Бани Салим, Мечеть Аль-Вади, Мечеть Аль-Губуиба или Мечеть Атика (араб. مسجد الجمعة‎) — мечеть в города Медина в Саудовской Аравии. У мусульман считается, что на месте, где впоследствии была построена мечеть, был впервые произведён Джума-намаз.

## История
Во время хиджры из Мекки в Медину пророк и мухаджиры остановились в Кубе и находились там в течение четырёх дней. Утром в пятницу они возобновили движение до Медины и остановились в районе Вади-Рануны и выполнили там впервые молитву Джумуа. Сегодня этот регион называется Джумах.
Изначально мечеть была построена из камня, но впоследствии она была снесена и неоднократно перестраивалась. Последняя реконструкция была произведена в 1988 году министерством вакуфов правительства Саудовской Аравии и сопровождалась сносом старой мечети и строительство новой мечети. Теперь в комплекс мечети входят апартаменты имама и муэдзина, библиотеки, медресе Тахфид аль-Коран и ванной комнаты. В 1991 году мечеть была вновь открыта для верующих и смогла вместить 650 паломников.

## Описание
Мечеть аль-Джумах расположена к юго-западу от Медины, недалеко от Вади-Рануны, в 900 метрах к северу от мечети Аль-Куба и в 6 км от мечети Аль-Масджид-ан-Набави. Мечеть имеет один минарет, один главный купол и четыре небольших купола.